# Тимошенко Ольга Юріївна
 О́льга Ю́ріївна Тимоше́нко (нар. 24 березня 1995, м. Шепетівка, Хмельницька область — пом. 5 квітня 2022, Запоріжжя) — старший лейтенант Збройних сил України, учасниця російсько-української війни, що загинула під час російського вторгнення в Україну в 2022 році.

## Життєпис
Ольга Тимошенко народилась 24 березня 1995 року в Шепетівці на Хмельниччині. Навчалась з 2001 року в Шепетівському навчально-виховному комплексі № 1 у складі «Загальноосвітня школа І—ІІІ ступенів та ліцей ім. Героя України М. Дзявульського». У старшій школі, яку закінчила 2012 року, обрала правовий профіль, з яким і пов'язала своє життя. У 2018 році закінчила Університет Григорія Сковороди в Переяславі за спеціальністю політологія, паралельно навчалась у військовому інституті КНУ ім. Тараса Шевченка. З березня 2019 року у званні старшого лейтенанта була призвана на військову службу. Обіймала посаду офіцера-психолога.
Померла 5 квітня 2022 року від поранень, яких зазнала під час захисту рідної країни від російського агресора. Дістала важкі опіки. Наприкінці березня, перебуваючи на півдні України, вона разом із побратимами їхала в автомобілі, який обстріляли росіяни. За її життя боролися в госпіталі Запоріжжя.
Громадська панахида прощання із загиблою відбулася 8 квітня 2022 року в рідній Шепетівці. Заупокійну літургію за загиблою Ольгою Тимошенко провів військовий капелан бригади Даниїл Тарнавський.

## Нагороди
- Орден Богдана Хмельницького III ступеня (2022, посмертно) — за особисту мужність і самовіддані дії, виявлені у захисті державного суверенітету та територіальної цілісності України, вірність військовій присязі.